# ناكي سي سافاني
ناكي سي سافاني هي ممثلة إيفوارية مخضرمة عملت رفقة العديد من المخرجين الأفارقة البارزين.

## سيرتها
بدأت ناكي سي سافاني حياتها المهنية في سن صغيرة جدًا في فيلم كرة الغبار للمخرج الإيفواري هنري دوبارك تلاها أعمال في العديد من الأفلام الروائية والتلفزيونية.
في عام 1994، حصلت سافاني على أول جائزة نسوية لأول مرة في تاريخ مهرجان السينما الإفريقية بخريبكة في المغرب عن أدائها في فيلم باسم المسيح، كما حصلت في نفس السنة على جائزة أفضل ممثلة في مهرجان رؤى أفريقيا في مونتريال.
إلى جانب مسيرتها التمثيلية، تقوم ناكي بحملات نشطة لتعزيز الوصول إلى التعليم وتحرير المرأة. لذلك تقوم بانتظام بأعمال في موطنها لصالح الفئات الهشة والمحرومة.
أسست رفقة كيليتيجوي كوليبالي مسرح "Afriki Djigui Theatri" وهو هيكل يروج للثقافة الأفريقية من خلال المسرح والرقص ورواية القصص والموسيقى والفنون البصرية.

## أعمالها

### أفلام
- 1987 : المعالجون (فيلم)
- 1988 : كرة الغبار (فيلم)
- 1990 : الإصبع السادس (فيلم)
- 1993 : باسم المسيح (فيلم)
- 1997 : التوائم (فيلم 1997)
- 2002 : مولادي (فيلم)
- 2004 : ليلة الحقيقة (فيلم)
- 2015 : بلا ندم (فيلم)[7]
- 2017 : الحدود (فيلم 2017)

### مسلسلات
- 1990 : لا تغضب (مسلسل)
- 1994 : "Afrique, mon Afrique"
- 2003 : الشجرة والعصفور (مسلسل)
- 2006 : مثل قطرتين من الماء - Comme deux gouttes d'eau
- 2014 : Univitellin
- 2015 : Saudade de saudade
- 2020 : كاكاو (مسلسل)

### مسرحيات
من عام 1984 إلى عام 1996 ، لعبت البطولة في عدد من أهم المسرحيات منها:
- عملية اللكمة
- أثناء انتظار مغارتي
- الزنوج
- بريتانيكوس
- ليلة الزفاف عند البورجوازيين
- لو سيد
- أنتيغون (سوفوكليس)
- الزنجي رمسيس الثاني
- ساموري
- سرطان إيجابي

كتبت ناكي وأخرجت مسرحيات من ضمنها :
- سوء فهم
- كلام ندالي الحكيم
- لا للشوارع ولا للمخدرات
- حظر التجول
- غضب كولوتشولو
- تمزق النساء

## جوائز وترشيحات
| سنة  | جوائز                                            | الفئة                                         | النتيجة | مراجع |
| ---- | ------------------------------------------------ | --------------------------------------------- | ------- | ----- |
| 1994 | مهرجان السينما الإفريقية بخريبكة                 | أفضل ممثلة                                    | فوز     | [ 5 ] |
| 1994 | مهرجان مناظر افريقيا                             | جائزة أفضل ممثلة                              | فوز     |       |
| 1998 | مهرجان القاهرة السينمائي الدولي                  | جائزة كليمنجارو لأفضل ممثلة بمسرحية Quiproquo | فوز     |       |
| 1999 | المهرجان الأفريقي للسينما والتلفزيون في واغادوغو | جائزة اليونيسف عن فيلم التوائم                | فوز     |       |
| 1999 |                                                  | جائزة "شهود الفنانين الشباب" بميلانو إيطاليا  | فوز     |       |
| 2017 | مهرجان السينما الإفريقية بخريبكة                 | جائزة ثاني دور نسائي                          | فوز     | [ 8 ] |

## روابط خارجية
ناكي سي سافاني على موقع IMDb (الإنجليزية)
- ناكي سي سافاني على موقع قاعدة بيانات الأفلام العربية
- ناكي سي سافاني على موقع ألو سيني (الفرنسية)
- ناكي سي سافاني على موقع أول موفي (الإنجليزية)
- ناكي سي سافاني على موقع قاعدة بيانات الفيلم (الإنجليزية)
- ناكي سي سافاني على موقع كينوبويسك (الروسية)